# Bernd Höing
Bernd Höing (Berlino, 4 marzo 1955) è un ex canottiere tedesco, vincitore dell'oro olimpico nell'otto a Mosca 1980.
Nella stessa specialità vanta anche due medaglie d'oro e due d'argento ai campionati del mondo conquistate tra il 1978 ed il 1983.

## Palmarès
- Giochi olimpici

Mosca 1980: oro nell'otto.
- Campionati del mondo di canottaggio

1978: oro nell'otto.
1979: oro nell'otto.
1982: argento nell'otto.
1983: argento nell'otto.